# Conus mucronatus
Conus mucronatus é uma espécie de gastrópode do gênero Conus, pertencente à família Conidae.

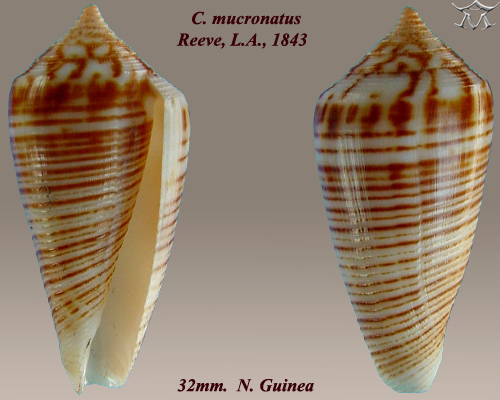
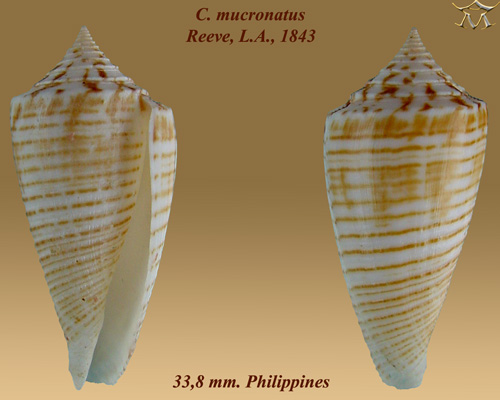
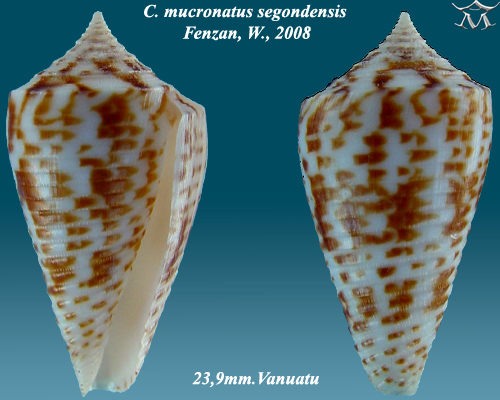
Conus mucronatus segondensis Fenzan, W., 2008